# Myrmedobia exilis
Myrmedobia exilis är en insektsart som först beskrevs av Carl Fredrik Fallén 1807.  Myrmedobia exilis ingår i släktet Myrmedobia och familjen blåsskinnbaggar. Arten är reproducerande i Sverige. Inga underarter finns listade i Catalogue of Life.